# Praktslamfluga
Praktslamfluga (Eristalis oestracea) är en tvåvingeart som först beskrevs av Carl von Linné 1758.  Praktslamfluga ingår i släktet slamflugor, och familjen blomflugor. Arten är reproducerande i Sverige. Inga underarter finns listade i Catalogue of Life.